# Alexios III. (Trapezunt)
Alexios III. Komnenos (* 1338; † 20. März 1390) war von 1349 bis 1390 Kaiser und Großkomnene von Trapezunt.

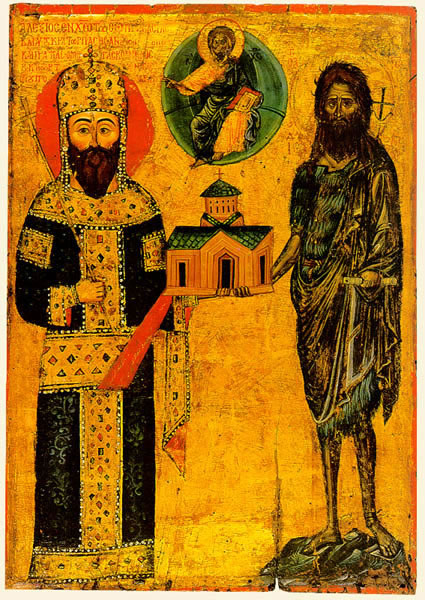
Alexios III. Komnenos bei der symbolischen Stiftung des Klosters Dionysiou auf dem Berg Athos

## Leben
Alexios, eigentlich Johannes Komnenos, wurde als jüngerer von zwei Söhnen des trapezuntischen Kaisers Basileios und seiner Mätresse geboren.
Als sein Vater 1340 einem wahrscheinlich von seiner Ehefrau, Irene Palaiologina, initiierten Giftanschlag zum Opfer fiel und sie selbst den Thron von Trapezunt bestieg, wurde er zusammen mit seinem älteren Bruder Alexios nach Konstantinopel gebracht, wo er der Aufsicht der dort herrschenden Verwandten seiner Stiefmutter unterstand. Seine Jugendjahre verbrachte er daher am Kaiserhof von Byzanz.
Im Alter von 12 Jahren wurde er 1349 von dem byzantinischen Kaiser Johannes VI. Kantakuzenos nach Trapezunt gesandt, um dem dort herrschenden Kaiser Michael den Thron streitig zu machen. Michael war mit Unterstützung der Partei des byzantinischen Kaisers Johannes V. Palaiologos, der mit Johannes VI. Kantakuzenos um die Macht in Byzanz rang, auf den Thron von Trapezunt gelangt. Es lag daher im Interesse Johannes’ VI. Kantakuzenos, Michael als Schützling seines Rivalen zu beseitigen.
Als er in Trapezunt ankam, gelang seinen Truppen ohne größere Schwierigkeiten die Einnahme der Stadt. Nachdem er Michael abgesetzt hatte, bestieg er selbst den Thron. Zu diesem Anlass legte er seinen Geburtsnamen Johannes ab und nahm stattdessen den Namen seines zwischenzeitlich im byzantinischen Exil verstorbenen Bruders Alexios an. Grund hierfür mag das besondere Ansehen gewesen sein, das gerade dieser Name, den bereits der erste Kaiser von Trapezunt getragen hatte, unter der Bevölkerung Trapezunts hatte.
1351 heiratete Alexios Theodora Kantakuzena, eine Nichte Johannes’ VI. Kantakuzenos. Zwischenzeitlich wurde seine Herrschaft in Trapezunt allgemein akzeptiert. Anfänglich war insbesondere der Adel mit dem neuen Herrscher zufrieden, da er sich von dessen Jugend und Unerfahrenheit große Spielräume für eigene Machtinteressen versprach. Dem jungen Kaiser gelang es jedoch mit Unterstützung seiner Mutter und loyaler Militärs schnell, die seit Jahren in Trapezunt gärenden Unruhen zu beenden. Der als Kaisermacher bekannte General Niketas Scholarios wurde ebenso besiegt wie diverse aufständische Adelige. 1355 wurde mit Kenchrina die letzte Festung eingenommen, die Alexios noch Widerstand leistete. Damit war der seit dem Tode von Alexios’ Vater, Kaiser Basileios, im Jahre 1340 in Trapezunt offen tobende Bürgerkrieg endlich beendet.
Trotz dieser Erfolge im Inneren gelang es Alexios nicht, an die alten Glanzzeiten Trapezunts anzuknüpfen und das Ansehen und den Respekt wiederherzustellen, welche das Kaisertum von Trapezunt vor dem Ausbruch des Bürgerkrieges genossen hatte. Weder war er in der Lage, verlorene Territorien zurückzugewinnen, noch konnte er die Ambitionen des Landadels, die während des Bürgerkrieges gewachsen waren, nachhaltig zurückdrängen. Schließlich musste er auch die duopolistische Stellung hinnehmen, welche die Genuesen und Venezianer im Handelswesen von Trapezunt erworben hatten.
Während seiner Herrschaft ließ Alexios die Schäden, die der Bürgerkrieg im Stadtbild hinterlassen hatte, beseitigen. Ferner bedachte er verschiedene Klöster mit reichen Stiftungen und gründete das Kloster Dionysiou auf dem Berg Athos.
Mit seiner Frau hatte er insgesamt sechs Kinder, von denen ihm der zweitälteste Sohn später auf den Thron folgen sollte.
Seine beiden Schwestern verheiratete Alexios mit Kutlu Beg, dem Führer der Weißen Hammel und Haci, dem Emir von Chalybien. Die Bereitschaft, mit der Alexios seine Schwestern und auch einige seiner Töchter muslimischen Adeligen zur Frau gab, um den eigenen Staat vor deren Angriffen zu schützen, war für die damalige byzantinische Welt schockierend. Dies trug zu einem weiteren Ansehensverlust Trapezunts bei.
Alexios III. starb 1390. Auf den Thron folgte ihm sein Sohn Manuel III.